# Человек с мешком
«Человек с мешком» (англ. The Man with the Bag) — предстоящий американский фильм в жанре рождественского комедийного боевика режиссёра Адама Шенкмана по сценарию Аллана Райса. В фильме снимутся Алан Ритчсон и Арнольд Шварценеггер.

## Сюжет
У Санта-Клауса крадут его мешок с подарками. Бывший вор по имени Вэнс должен помочь Санте вернуть мешок, чтобы спасти Рождество.

## В ролях
- Алан Ритчсон — Вэнс
- Арнольд Шварценеггер — Санта-Клаус
- Аквафина
- Лайза Коши
- Кайл Муни
- Кен Джонг
- Адриан Мартинес
- Джейн Краковски
- Майкл Сирил Крейтон
- Роджер Барт
- Карен Карагулян
- Мюррей Хилл

## Производство
В июне 2023 года стало известно, что Адам Шенкман станет режиссёром комедийного боевика «Мужчина с мешком». Сценарий к фильму написал Аллан Райс, а на одну из главных ролей был утверждён Алан Ритчсон, который также стал сопродюсером. В марте 2024 года на роль Санта-Клауса был утверждён Арнольд Шварценеггер
Съёмки фильма пройдут с 13 декабря 2024 года до 20 марта 2025 года в Нью-Йорке.